# Варлаам (Пономарёв)
Архиепи́скоп Варлаа́м (в миру Влади́мир Гео́ргиевич Пономарёв; 22 июня 1974, Изобильный, Ставропольский край) — архиепископ Русской православной церкви, архиепископ Махачкалинский и Дербентский.

## Биография
Родился 22 июня 1974 года в городе Изобильный Ставропольского края в семье рабочих. Крещён в младенчестве.
В 1989 году окончил среднюю школу № 1 города Изобильного. В 1992 году окончил политехнический лицей № 1 города Ставрополя.
17 июля 1996 года во время обучения в Ставропольской духовной семинарии принял монашеский постриг с именем Варлаам в честь преподобного Варлаама Хутынского. Постриг по благословению митрополита Ставропольского и Бакинского Гедеона (Докукина) совершил инспектор семинарии игумен Петр (Кузовлев).
15 сентября 1996 года в кафедральном соборе апостола Андрея Первозванного города Ставрополя митрополитом Гедеоном рукоположен в сан иеродиакона.
27 сентября в том же храме тем же Преосвященным рукоположен в сан иеромонаха. Назначен настоятелем Свято-Никольской церкви села Сотниковское Благодарненского района Ставропольского края.
В 1998 году окончил Ставропольскую духовную семинарию.
25 декабря 1999 года назначен настоятелем Покровской церкви станицы Орджоникидзевской (Слепцовской) Сунженского района Республики Ингушетия.
В 2004 года назначен благочинным Республики Ингушетия и Чеченской Республики. В том же году назначен настоятелем церкви Архистратига Божия Михаила в Грозном с сохранением всех ранее возложенных послушаний.
Ко дню Святой Пасхи в 2005 года в кафедральном соборе апостола Андрея Первозванного в Ставрополе епископом Ставропольским Феофаном (Ашурковым) возведён в сан игумена.
В 2005 году вошёл в состав Общественного совета при президенте Ингушетии. 9 октября 2006 году указом президента Чеченской Республики утверждён членом Общественной палаты Чечни.
В 2008 году окончил Киевскую духовную академию.
В марте 2011 году введён в состав рабочей группы по укреплению межэтнических отношений по Чеченской Республике.
По открытии в Магасе Иоанно-Кронштадтской часовни при Управлении ФСБ в мае 2011 года ему было вверено попечение о ней.
В августе 2011 года переведён во Владимирскую епархию и назначен помощником настоятеля Спасо-Преображенского монастыря города Мурома, а также директором православной гимназии в честь преподобного Илии Муромца.
В декабре 2011 года назначен и. о. настоятеля Спасо-Преображенского мужского монастыря в Муроме.
7 июня 2012 года был назначен настоятелем Муромского Спасо-Преображенского монастыря. Также являлся ректором Муромского духовного училища, располагающегося в стенах монастыря.
Решением Священного Синода от 26 декабря 2012 года был избран епископом Махачкалинским и Грозненским.
2 января 2013 года в Спасо-Преображенском соборе Спасо-Преображенского мужского монастыря города Мурома архиепископом Владимирским и Суздальским Евлогием возведён в сан архимандрита.
18 января 2013 года в Богоявленском кафедральном соборе г. Москвы наречён во епископа Махачкалинского и Грозненского.
27 января 2013 года в кафедральном соборном Храме Христа Спасителя в Москве хиротонисан во епископа Махачкалинского и Грозненского. Хиротонию совершили Патриарх Московский и всея Руси Кирилл, митрополит Крутицкий и Коломенский Ювеналий (Поярков), митрополит Астанайский и Казахстанский Александр (Могилёв), митрополит Саранский и Мордовский Варсонофий (Судаков), митрополит Тверской и Кашинский Виктор (Олейник), митрополит Белгородский и Старооскольский Иоанн (Попов), митрополит Екатеринбургский и Верхотурский Кирилл (Наконечный), митрополит Хабаровский и Приамурский Игнатий (Пологрудов), митрополит Ростовский и Новочеркасский Меркурий (Иванов), митрополит Челябинский и Златоустовский Феофан (Ашурков), митрополит Тамбовский и Рассказовский Феодосий (Васнев), митрополит Нижегородский и Арзамасский Георгий (Данилов), митрополит Ставропольский и Невинномысский Кирилл (Покровский), архиепископ Керченский Анатолий (Кузнецов), архиепископ Витебский и Оршанский Димитрий (Дроздов), архиепископ Владимирский и Суздальский Евлогий (Смирнов), архиепископ Верейский Евгений (Решетников), архиепископ Владикавказский и Аланский Зосима (Остапенко), архиепископ Женевский и Западно-Европейский Михаил (Донсков); епископ Гатчинский Амвросий (Ермаков), епископ Пятигорский и Черкесский Феофилакт (Курьянов), епископ Солнечногорский Сергий (Чашин), епископ Нарвский и Причудский Лазарь (Гуркин), епископ Элистинский и Калмыцкий Зиновий (Корзинкин), епископ Ханты-Мансийский и Сургутский Павел (Фокин), епископ Зарайский Константин (Островский).
9 февраля 2013 года прибыл к месту служения.
4 декабря 2017 года Храме Христа Спасителя в Москве Патриархом Московским и всея Руси Кириллом возведён в сан архиепископа.
20 марта 2025 года постановлением Священного синода в связи с выделением из Махачкалинской епархии территорий Ингушетии и Чеченской республики титул Варлаама изменён на Махачкалинский и Дербентский.

## Награды
- Орден Дружбы (28 октября 2019 года) — за большой вклад в развитие духовных и культурных связей, активную просветительскую деятельность[9].
- Орден «За заслуги перед Республикой Дагестан» (2 декабря 2022 года, Республика Дагестан) — за заслуги перед Республикой Дагестан, большой вклад сохранение и развитие духовно-нравственных культурных традиций, многолетнюю плодотворную деятельность[10].
- Медаль «За доблестный труд» (20 января 2021 года, Республика Дагестан) — за заслуги перед Республикой Дагестан, достигнутые трудовые успехи и активную общественную деятельность[11].
- Орден Славы и чести II степени (2024 год, РПЦ)[12].